# IFPIギリシャ
IFPIギリシャ（英: International Federation of the Phonographic Industry Greece）は IFPI（国際レコード・ビデオ製作者連盟）のギリシャ支部であり、ギリシャの公式チャートの発表と、ゴールドディスク認定を行っている組織。現在、アルバム売上トップ75位の集計と発表をしている。このチャートは Cyta Hellas の後援を受けている。
ギリシャ語では Ένωση Ελλήνων Παραγωγών Ηχογραφημάτων (ΕΕΠΗ)（Association of Greek Producers of Phonograms, AGPP、ギリシャ音楽事業者協会）となっているが、一般には IFPI の支部として「IFPIギリシャ」と呼ばれる。

## IFPI ギリシャ・チャート

### 沿革
IFPI ギリシャは1989年にギリシャで最初の公式音楽チャートを開始した。これは国内アーティスト、国外アーティストの二種のトップ20アルバム・チャートからなっていた。チャートの放送権は ANT1 ラジオが持っていた。IFPI ギリシャのチャートが導入される前は、様々な雑誌による、あてにならないチャートが乱立していた。それらはレコードの売上調査に基づいた信頼性と根拠を欠いていたのである。しかし IFPI ギリシャ・チャートも簡単に操作可能だということが分かり、1991年5月に中止された。自分で自分のアルバムを何百枚も買い込むことでチャートを上げ、コンサートなどの集客を目論んだアーティストたちは非難された。また正確なチャート作成にはその基本として詳細な売上データが必要だが、それらを記録していない小規模店が多いことも指摘された。チャートの廃止を受け、ポリグラム・ギリシャの取締役 Viko Antypas はこれを「失敗した実験」と表現した。
全国チャートの重要性、全国チャートが「ギリシャの音楽産業を公衆の目の下に引き出す助けになる」ことを認識したうえで IFPI は、以前のように小売向け出荷数でなく、実際の売上に基づいてアルバムのチャートを作れるシステムを求めた。改善されたチャートを1992年はじめまでに提供するという計画が出されたが、チャート・システムの完成は実現せず、新しいチャートはまたも小売向け出荷数に基づくものとされた。ただし、小売店の在庫状況をサンプリングして、実際の消費者向け販売数を推計するという方法がとられた。
2009年3月に IFPI ギリシャは、チャート・システムの更新を行うため、その間はチャートを停止することになるだろうと発表した。これは指標を小売向け出荷数から消費者向け販売数へ変更し、また合法的ダウンロード販売も加味するものである。消費者向け販売数を把握するシステムの実現は、1991年に初めてチャートが中止されたとき以来の長きにわたる懸案を解決する見込みである。また、CD 販売とリリースの低迷によって物理媒体のシングル・チャートは無くなっているが、ダウンロード販売を加味することによってシングル・チャートが復活する可能性も出てきた。Nielsen Soundscan は既にギリシャにおけるダウンロード販売の追跡に関わっており、これは『ビルボード』誌の国際チャート部門に加味されている。
2010年1月、IFPI ギリシャは自らのウェブサイトで "Top 50 Foreign Albums"（外国語アルバム・トップ50）の発表を再開すると発表したが、新しいチャート・システムはまだ実現されていない。従ってこのチャートは旧来のチャート・システムを使用している。2010年10月はじめに IFPI は新しく "Top 75 Combined Repertoire" というチャートを発足させた。これはギリシャ国内・国外のアルバムを扱うチャートである。

### 現在のチャート

#### Top 75 albums
"Top 75 Combined Repertoire"（混合楽曲トップ75）はギリシャの公式アルバム・チャートである。これは2010年10月に始まり、それ以前のギリシャ語・非ギリシャ語で分かれていたアルバム・チャートを合併し、置き換えたものである。

#### Top 200 Airplay chart
2011年に IFPI ギリシャは公式の放送チャートを提供するべく、Media Inspector という新しいラジオ調査会社と提携した。この会社はギリシャの180以上のラジオ局をモニターし、"Top 200 Airplay chart"（放送チャート・トップ200）を集計しているが、一般には公開されていない。

### 過去のチャート
Top 50 Greek Albums
"Top 50 Greek Albums"（ギリシア語: Top 50 Ελληνικών Aλμπουμ、ギリシャ語アルバム・トップ50）はギリシャ語の楽曲のギリシャにおける公式アルバム・チャートだった。ギリシャは他の IFPI 参加国に比べると、外国語より自国語の楽曲の売上が多い。このチャートは2009年3月に終了し、のち "Top 75 Combined Repertoire" に置き換えられた。
Top 50 Foreign Albums
"Top 50 Foreign Albums"（ギリシア語: Top 50 Ξένων Aλμπουμ）は、ギリシャにおける外国語の楽曲の公式売上チャートだった。このチャートは2009年3月に終了し、のち "Top 75 Combined Repertoire" に置き換えられた。

### ゴールドディスク認定枚数

#### 国内の楽曲
| 期間                  | ゴールド | プラチナ |
| --------------------- | -------- | -------- |
| - 1990年              | 50,000   | 100,000  |
| 1990年 - 1997年       | 30,000   | 60,000   |
| 1997年 - 2002年9月    | 25,000   | 50,000   |
| 2002年9月 - 2006年9月 | 20,000   | 40,000   |
| 2006年9月 - 2008年7月 | 15,000   | 30,000   |
| 2008年7月 - 現在      | 6,000    | 12,000   |

#### 国外の楽曲
| 期間                  | ゴールド | プラチナ |
| --------------------- | -------- | -------- |
| 1997年 - 2002年9月    | 15,000   | 30,000   |
| 2002年9月 - 2006年9月 | 10,000   | 20,000   |
| 2006年9月 - 2007年6月 | 7,500    | 15,000   |
| 2007年6月 - 2008年7月 | 5,000    | 10,000   |
| 2008年7月 - 現在      | 3,000    | 6,000    |

1997年より前は、国外の楽曲の認定枚数は国内のそれと同じだった。

#### DVD
- ゴールドディスク: 3,000
- プラチナディスク: 6,000[12]

2008年7月より前は、それぞれ 5,000、10,000 だった。

#### シングル
現在は廃止されている。
- ゴールドディスク: 3,000
- プラチナディスク: 6,000[12]

2007年6月より前は、それぞれ 7,500、15,000 だった。

## キプロスのチャート
キプロスの音楽産業は、ギリシャのそれをかなり反映している。ギリシャ語および外国語の楽曲は事実上、すべてギリシャ本国のレコード会社から提供されている。

## 違法コピー対策
ギリシャの音楽市場における違法コピーは、今に始まったことではない。1980年代初期において、家庭や店頭におけるカセットテープ複製は市場の8割を占めていた。しかし啓蒙運動や違法業者の告発によって、1990年代初期にはこの比率は2割まで減少した。
近年では、フランス通信社が「ギリシャでは CD と DVD の違法コピーが蔓延している。多くのギリシャ人は、割高に思える正規店よりもカフェやレストランにいる行商人からディスクを買うことを好んでいる。」と報じている。その2006年7月の違法コピー調査によると、ギリシャの違法コピー率は他の EU 諸国に比べて顕著に高く、イタリア・スペインと肩を並べるものだと IFPI は指摘している。またこの調査によると、違法コピーはギリシャにおける音楽関連の全売上の50%を占めており、IFPI は「甘過ぎる法規制と非効率的な取締りが違法コピー対策の妨げになっている」と非難している。さらに IFPI は、2006年には1億5千万ユーロの逸失利益が生じたと計算している。2008年に『カシメリニ』紙が報じたところによると、違法コピーの販売によって損なわれたギリシャの税収は9年間で10億ユーロ近いとのことである。
全国にはびこる違法コピーがもたらした別の影響として、IFPI ギリシャのゴールドディスク認定売上枚数の際立った切り下げが挙げられる。2005年にアテネで開かれた会議で、 IFPI の会長兼 CEO である John Kennedy は次のように述べた。
「スペインとともに、ギリシャは西欧で最悪の違法コピー問題を抱えた国であり、違法コピー率が 45% を超える点で、エチオピア、チェコ、スロバキアと同等である。違法コピー率が 50% 前後という事実を踏まえると、ギリシャは違法コピーが正規販売を上回りかねないという西欧でも非常に稀な国の一つである。」
2008年9月には、ギリシャ語楽曲のプラチナディスク認定枚数が 30,000 枚から 12,000 枚へ、同じくゴールドディスクが 15,000 枚から 6,000 枚へ、それぞれ 60% 引き下げれた。レコードの売上水準が急激に落ち込んで現在の水準に落ち着いたのもこの頃であり、ギリシャは正規のレコード販売に関して EU 諸国の中でも最低水準の国になった。
さらに最近では、ギリシャの金融危機以降、名の通ったアーティストですら全国紙（通常は『Real News』紙）の付録としてアルバムをリリースすることが常態化している。これによってレコード会社とアーティストにギャランティーが入るわけで、さもないと正規販売だけは売上が覚束ないのである。こうして頒布された分はゴールディスク認定には反映されないため、多くのアルバムは別途リリースされ、十分な売り上げがあればゴールディスク認定される可能性もある。

### 違法コピー追放運動
IFPI ギリシャはレコード会社の協力のもと、違法コピー追放運動を展開している。
その "Piracy Kills Music"（違法コピーが音楽を殺す）キャンペーンは消費者の啓蒙を目指したもので、IFPI ギリシャが主催した初回のアレイオン音楽賞と共に始まった。キャンペーンのロゴはリリースされたほぼ全てのアルバムやミュージック・ビデオの放送に表示され、雑誌や新聞にも公共広告が掲載された。またこのスローガンは主なラジオ局で頻繁にスポットCMとして読み上げられた。
2002年から2004年の間、このスローガンは開いた赤い手のひらを背景にデザインされた。2005年からはデザインが更新され、黒いディスクを乗せた伸ばした赤い手のひらと、その下にスローガンがキャプションとして付けられたものになった。2007年に IFPI ギリシャは違法コピー追放運動のスローガンを "Let Music Live"（音楽を生き続けさせよう）に変え、色とりどりの楽譜のキャプションとして表示した。このスローガンは、2009年以降は表示に協力するレーベルが減少し、CD やミュージック・ビデオであまり見られなくなったようである。

## 音楽賞

### アレイオン音楽賞（2002年-2007年）
アレイオン音楽賞 (Arion Music Awards) は、IFPI ギリシャが公式に主催した音楽賞。この賞は、ギリシャ音楽の多様性を表すべく、古代ギリシャ詩人のアレイオンにちなんで名付けられた。1990年代はじめから2001年までは、ギリシャの『ポップ・コーン』誌が「ポップ・コーン音楽賞」を執り行っていたが、雑誌が廃刊となり賞が廃止されたのを受け、2002年にアレイオン音楽賞が始まった。この賞は、最初の5年間は Mega Channel で、次いで ANT1 で放送された。最初の5年間、賞は音楽事業者からも、視聴者からも好意的に受け止められ、それは音楽を支える音楽事業者の役割を消費者にアピールし、違法コピーと偽造CDに対する意識向上につながった。また国内の主要ジャンルをバランスよく反映したものでもあった。この賞は2007年を最後に中断されているが、それはテレビ視聴率の低下、出演アーティストの少なさ、売上低下と蔓延する違法コピーによるギリシャ音楽市場の全般的な低迷といった、様々な理由による。"MAD Video Music Awards" は音楽専門のテレビ局 MAD TV が主催する音楽賞であり、主としてミュージック・ビデオを対象とするものだが、現在のところギリシャで唯一のメジャーな音楽賞となっている。

### ワールド・ミュージック・アワード
ワールド・ミュージック・アワードは、IFPI が集計した世界全体の売上データを基に全世界のアーティストを対象として1989年から毎年開かれている国際音楽賞である。ギリシャではその種のデータを主に IFPI が管理しているため、最多セールス部門に関しては IFPI がギリシャの地域賞 (regional awards) を決めている。地域賞はその他の賞と同様、毎年贈られるわけではなく、あるアーティストがその国で飛び抜けたセールスを記録したとみなされた時だけ贈られる。ギリシャのアーティストに与えられる "World's Best Selling Greek Artist" を受賞したのは次のとおりである。
| 年     | アーティスト         | レコード                               | 売上                        |
| ------ | -------------------- | -------------------------------------- | --------------------------- |
| 2002年 | デスピナ・ヴァンディ | アルバム "Gia"                         | プラチナディスク認定の 5 倍 |
| 2003年 | ヤニス・コチラス     | アルバム "Live"                        | プラチナディスク認定の 3 倍 |
| 2004年 | ハリス・アレクシーウ | アルバム "Os Tin Akri Tou Ouranou Sou" | プラチナディスク認定の 3 倍 |
| 2005年 | サキス・ルーヴァス   | アルバム "To Hrono Stamatao"           |                             |
| 2005年 | サキス・ルーヴァス   | CD シングル "Shake It"                 | プラチナディスク認定の 4 倍 |

2002年より前にも上記に近い売上を記録したアーティストたちはいたが、受賞には至らなかった。